# إيرنيستو دي باسكال
إيرنيستو دي باسكال (بالإيطالية: Ernesto De Pascale)‏ هو صحفي ومنتج أسطوانات وكاتب إيطالي، ولد في 13 فبراير 1958 في فلورنسا في إيطاليا، وتوفي في 12 فبراير 2011 في مونتيفاركي في إيطاليا.

## وصلات خارجية
- إيرنيستو دي باسكال على موقع ميوزك برينز (الإنجليزية)
- إيرنيستو دي باسكال على موقع ديسكوغز (الإنجليزية)